# تيناخو
بلدية تيناخو (بالإسبانية: Tinajo) هي بلدية تقع في مقاطعة لاس بالماس التابعة لمنطقة جزر الكناري جنوب غرب إسبانيا.

## الديموغرافيا
بلغ عدد سكان بلدية تيناخو 5.728 نسمة عام 2011 (وفقاً للمعهد الوطني للإحصاء الإسباني).
| 3.755 | 4.149 | 4.964 | 5.258 | 5.588 | 5.837 | 5.728 |

## أعلام
- جوناثان بيريز